# 森本智
森本 智（もりもと さとし、1972年6月30日 - ）は、徳島県麻植郡川島町（現・吉野川市）出身の元プロ野球選手（投手）。右投右打。

## 来歴・人物
川島高等学校では3年夏に徳島県大会でベスト4入りを果たし、1990年のドラフト外で日本ハムファイターズに入団。
182cmの長身から投げ下ろされる140km/hの速球に縦に大きく割れるカーブを武器とした。
一軍での登板がないまま、1992年限りで引退。小林洋行に入社した。

## 年度別投手成績
- 一軍公式戦出場なし

## 詳細情報

### 背番号
- 68（1991年 - 1992年）